# Александър Конев
Александър Конев, наречен Дабнишки, е български общественик, просветен деец и революционер, деец на Върховния македоно-одрински комитет.

## Биография
Александър Конев е роден на 15 февруари 1867 година в прилепското село Дабница, тогава в Османската империя. Завършва история с петия випуск в Софийски университет, след което се установява в Татар Пазарджик (дн. Пазарджик). Между 1899 – 1901 година е учител в града и е ръководител и диригент на църковния хор към училището. Активен участник е в работата на Македонското дружество в Пазарджик и като такъв е делегат на Седмия (юли – август 1900), Осмия (април 1901) и Деветия македоно-одрински конгрес (юли – август 1901).